# Phanerophlebia umbonata
Phanerophlebia umbonata är en träjonväxtart som beskrevs av Lucien Marcus Underwood. Phanerophlebia umbonata ingår i släktet Phanerophlebia och familjen Dryopteridaceae. Inga underarter finns listade.